# Волошка одеська
Воло́шка оде́ська (Centaurea odessana) — вид рослин родини айстрові (Asteraceae), поширений у пд.-сх. Європі.

## Опис
Дворічна рослина 30–70(100) см заввишки. Стебла (особливо в нижній частині), як і листя знизу, білувато павутинисто-повстяні. Плівчасті вушка при основі бахромок середніх листочків обгортки (сукупність верхніх листків або приквітків біля основи суцвіття) цілокраї. Сім'янка 3–4 мм довжиною, чорнувата, з чубчиком до 2.5(3) мм довжиною. Стебла поодинокі або частіше їх по 3–5(7), від основи або середини гіллясті.

## Поширення
Європа: Румунія, пд. Україна, пд.-зх. Росія.
В Україні зростає на приморських пісках — у Степу, на узбережжі Чорного й Азовського морів, нерідко. Входить у перелік видів, які перебувають під загрозою зникнення на території Запорізької області.